# Typhlodromips dimidiatus
Typhlodromips dimidiatus är en spindeldjursart som först beskrevs av De Leon 1962.  Typhlodromips dimidiatus ingår i släktet Typhlodromips och familjen Phytoseiidae. Inga underarter finns listade i Catalogue of Life.